# نادي إركيم
إركيم (بالروسية: Эрчим) هو نادي كرة قدم من أولان باتور، منغوليا. يلعب في دوري منغوليا الممتار الذي توج به في سبع مناسبات، منذ بدايته في سنة 1996. يلعب الفريق مبارياته البيتية على ملعب الرياضات الوطني.

## انجازات
- دوري منغوليا الممتاز: (7)
  - الفائز: 1996، 1998، 2000، 2002، 2007، 2008، 2012
  - الوصيف: 1997, 1999, 2009
- كأس منغوليا: (1)
  - الفائز: 1998، 1999، 2000.
  - الوصيف: 2001، 2002
- كأس سوبر منغوليا: (1)
  - الفائز: 2012.

## وصلات خارجية
- الاتحاد المنغولي كرة القدم